# Groninger van het Jaar
Groninger van het Jaar (of Groninger (m/v) van het Jaar) is een titel in de provincie Groningen die sinds 1992 jaarlijks wordt uitgereikt door RTV Noord. De prijs is bedoeld voor bijzondere personen die afkomstig zijn uit Groningen of zich in die provincie hebben ingezet. De winnaar wordt bepaald door de luisteraars en kijkers van RTV Noord en traditioneel rond de jaarwisseling bekendgemaakt.

## Verkiezing
De verkiezing voor Groninger van het Jaar verloopt via sociale media, internet, tv en radio en bestaat uit twee rondes. In de eerste ronde kan iedereen zijn of haar favoriete kandidaat voordragen, waarna de genomineerden met de meeste stemmen doorgaan naar de eindverkiezing. Om in aanmerking te komen voor de titel moet de genomineerde in het voorgaande jaar actief zijn geweest in de provincie Groningen, een Groninger zijn van geboorte en/of in Groningen hebben gewoond. Voormalige of huidige medewerkers van RTV Noord en vertegenwoordigers van organisaties en bedrijven komen niet voor de competitie in aanmerking.
Vijfmaal werd een oeuvreprijs uitgereikt aan kandidaten die in de verkiezing meermaals veel stemmen kregen. Dit waren Harm Post (2012), Grietje Pasma (2013), Marcel Hensema (2015), Arjen Robben (2020) en Johan Remkes (2024).

## Overzicht van winnaars[1]
| Jaar | Naam                                       | Beroep                                   | Waarom |
| ---- | ------------------------------------------ | ---------------------------------------- | --- |
| 2024 | Sandra Beckerman                           | Tweede Kamerlid namens de SP             | Beet zich vast in het gasdossier en de aardbevingsproblematiek in Groningen                                                              |
| 2023 | Jaap Velema                                | Burgemeester van de gemeente Westerwolde | Het schijnbaar onvermoeibaar aankaarten van de problematiek rondom het aanmeldcentrum Ter Apel ten tijde van de asielcrisis in Nederland |
| 2022 | Kees Huizinga                              | Agrariër in Oekraïne                     | Wierp zich op als spreekbuis van het Oekraïense volk tijdens de Russische invasie van Oekraïne                                           |
| 2021 | Onno Kukler                                | Clubmanager gehandicaptenvoetbal         | Richtte met zijn vrouw Kids United op |
| 2020 | Johannes Peetsma (TikTok Tammo)            | Influencer en muzikant                   | Populariteit van zijn 'typisch Groningse' typetje TikTok Tammo op sociale media                                                          |
| 2019 | Appie Wijma                                | Campingeigenaar                          | Richtte in Opende een camping op voor minima                                                                                             |
| 2018 | Pieter Smit (postuum)                      | Burgemeester van de gemeente Oldambt     | Was zeer geliefd bij de inwoners van Oldambt                                                                                             |
| 2017 | Freek de Jonge                             | Cabaretier                               | Zette als actievoerder de problematiek rond de aardbevingen in Groningen in de rest van het land op de kaart                             |
| 2016 | Henry Hoving en Kevin Roggeveld (postuum)  | Militairen Koninklijke Landmacht         | Kwamen om het leven door een ongeluk met een mortiergranaat bij de VN-vredesmissie in Mali                                               |
| 2015 | Hans Nijland                               | Directeur FC Groningen                   | Zijn club won voor het eerst in de geschiedenis de KNVB beker                                                                            |
| 2014 | Hannie Havenga                             | Vrijwilliger                             | Organisatie van culturele activiteiten die "Garmerwolde levendig houden"                                                                 |
| 2013 | Arjen Robben                               | Voetballer                               | Scoorde de winnende goal voor zijn club Bayern München in de finale van de Champions League                                              |
| 2012 | John Veldt                                 | Arts Delfzicht Ziekenhuis                | Genomineerd door luisteraars van Altijd wat anders                                                                                       |
| 2011 | Dick Haveman (postuum)                     | Politieman                               | Betaalde de hoogste prijs voor de veiligheid van de maatschappij                                                                         |
| 2010 | Ranomi Kromowidjojo                        | Zwemster                                 | Won viermaal goud op het EK kortebaanzwemmen en driemaal goud op het WK kortebaanzwemmen                                                 |
| 2009 | Jeroen en Ronald Sannes                    | Ondernemers café De Kachel in Groningen  | Inzet tegen rookverbod haalde aantal keren landelijk nieuws                                                                              |
| 2008 | Anita Pepping en wijlen Théa Plenter       | Journalist                               | Intensieve correspondentie in het Dagblad van het Noorden en overwinnen van kanker                                                       |
| 2007 | Erik Nevland                               | Voetballer                               | Inzet als voetballer voor FC Groningen                                                                                                   |
| 2006 | Ron Jans                                   | Voetbaltrainer                           | Behalen van deelname aan de UEFA cup met FC Groningen                                                                                    |
| 2005 | Pé Daalemmer & Rooie Rinus                 | Kleinkunstenaars                         | Vijfentwintigjarig artiestenjubileum |
| 2004 | Arjen Robben                               | Voetballer                               | Inzet in de voetbalwereld als geboren Groninger                                                                                          |
| 2003 | Ron Jans                                   | Voetbaltrainer                           | |
| 2002 | Imca Marina                                | Zangeres                                 | |
| 2001 | Herman Brood (postuum)                     | Muzikant en kunstschilder                | |
| 2000 | Oompie Koerier (Barteld Grofsmid, postuum) | Etherpiraat en zanger                    | |
| 1999 | Jacques Wallage                            | Burgemeester van de gemeente Groningen   | |
| 1998 | Hans Ouwerkerk                             | Burgemeester van de gemeente Groningen   | |
| 1997 | Jan Uitham                                 | Schaatser                                | |
| 1996 | Jannes van der Wal (postuum)               | Dammer                                   | |
| 1995 | Wia Buze                                   | Zangeres                                 | |
| 1994 | Renze de Vries                             | Oud-voorzitter FC Groningen              | |
| 1993 | Joop Flokstra                              | Wethouder van de gemeente Winschoten     | |
| 1992 | Fré Meis (postuum)                         | Politicus namens de CPN                  | |